# Laetifautor
Laetifautor is een geslacht van weekdieren uit de klasse van de Gastropoda (slakken).

## Soorten
- Laetifautor deceptus (E. A. Smith, 1899)
- Laetifautor elegans Habe, 1960
- Laetifautor fundatus B. A. Marshall, 1995
- Laetifautor rubropunctatus (A. Adams, 1853)
- Laetifautor spinulosus (Tate, 1893)